# Station Toulouse-Saint-Agne
Station Toulouse-Saint-Agne is een spoorwegstation in de Franse gemeente Toulouse.